# Legenden om Sleepy Hollow
Legenden om Sleepy Hollow (eng: The Legend of Sleepy Hollow) är en kanadensisk-amerikansk TV-film från 1999 i regi av Pierre Gang. Filmen är baserad på Washington Irvings The Legend of Sleepy Hollow från 1820. I huvudrollerna ses Brent Carver och Rachelle Lefevre.

## Rollista i urval
- Brent Carver – Ichabod Crane
- Rachelle Lefevre – Katrina Van Tassle
- Vlasta Vrana – Mr. Van Tassle
- Kathleen Fee – Mrs. Van Tassle
- Paul Lemelin – Brom Bones
- Michel Perron – Mr. Van Ripper
- Dawn Ford – Mrs. Van Ripper
- Lisa Bronwyn Moore – Mrs. Van Ecke
- Richard Jutras – Mr. Van Ecke
- Samuel Holden – Ernest Van Ecke
- Michael Rudder – Pastor Van Der Veen
- Danette Mackay – Mrs. Van Der Veen
- Brendan McClarty – Brom Crony
- Martin Kevan – Aaron
- Paul Hopkins – Knickerbocker